# Siegmund Kalischer
Siegmund Kalischer (ur. 29 czerwca 1880, zm. 18 listopada 1911 w Berlinie) – niemiecki pisarz, eseista, dziennikarz. 
Studiował prawo na Uniwersytecie w Heidelbergu, doktorem prawa został w 1907 roku. Znał Alfreda Döblina i Wolfganga Döblina. Związany ze środowiskiem Neuen Gemeinschaft. Pisywał do "Das Magazin", "Das Theater", "Der Sturm" i "Aktion". Żonaty z Bess Brenck-Kalischer, mieli córkę Ruth.

## Prace
- Begriff, juristische Natur und rechtliche Behandlung der Verzeihung im Rechte der Schenkung, der Ehescheidung, des Pflichtteils und der Erbunwürdigkeit. : (Nach den Bestimmungen des bürgerlichen Gesetzbuchs) (1907)
- Die Lage des jüdischen Volkes in Russland : Reden, gehalten in der Duma / aus dem Französischen übersezt und mit einem Geleitwort versehen von S. Kalischer (1916)